# Hide and Seek (Plastic Tree)
Hide and Seek (Hide and Seek?) è il primo album della rock band visual kei giapponese Plastic Tree. È stato pubblicato il 10 luglio 1997 in una sola edizione al prezzo di 3'059 ¥ dalla Warner Music Japan.
Nel 2012, in occasione del 15ennale dell'album, i Plastic Tree ne hanno registrato una nuova versione completamente riarrangiata intitolata Hide and Seek (Rebuild) ed inclusa come disco bonus nel dodicesimo album in studio Ink.

## Tracce
Tutti i brani sono testo di Ryūtarō Arimura e musica di Tadashi Hasegawa.

Dopo il titolo è indicato fra parentesi "()" la grafia originale del titolo.
1. Itai ao (痛い青?) - 5:31
2. Ether Note (エーテルノート?) - 5:09
3. Wareta mado (割れた窓?) - 3:33
4. Closet Child (クローゼットチャイルド?) - 4:13
5. Snow Flower (スノーフラワー?) - 5:18
6. Hide and Seek #1 (Hide and Seek #1?) - 1:18
7. Trance Orange (トランスオレンジ?) - 4:30
8. Mahiru no tsuki (まひるの月?) - 4:13
9. Suisō. (水葬。?) - 5:40
10. Nejimaki neurose (ねじまきノイローゼ?) - 3:02
11. Hide and Seek #2 (Hide and Seek #2?) - 4:14

## Singoli
- 25/06/1997 - Wareta mado

## Formazione
- Ryūtarō Arimura - voce e seconda chitarra
- Akira Nakayama - chitarra e cori
- Tadashi Hasegawa - basso e cori
- TAKASHI - batteria